# ディエゴ・ファッブリ
ディエゴ・ファッブリ（Diego Fabbri, 1911年7月2日 - 1980年8月14日）は、イタリアの劇作家、小説家、脚本家である。

## 来歴・人物
1911年（明治44年）7月2日、イタリアのエミリア＝ロマーニャ州フォルリ＝チェゼーナ県フォルリに生まれる。
1942年（昭和17年）には、ロモロ・マルチェッリーニ監督の『天使的な牧者』の脚本を執筆した記録がある。1945年（昭和20年）の第二次世界大戦終了後には、間もなくネオレアリズモの映画運動に、脚本家として参加し始める。
1959年（昭和34年）、ロベルト・ロッセリーニが監督した映画『ロベレ将軍』の脚本執筆に参加、同作の脚本を共同執筆したロッセリーニ、セルジオ・アミデイ、インドロ・モンタネッリとともに、同年、サンフランシスコ国際映画祭金門賞脚本賞を受賞、1962年（昭和37年）には第34回アカデミー賞でアカデミー脚本賞にノミネートされた。1960年（昭和35年）には、第13回カンヌ国際映画祭でコンペティション部門の審査員を務める。
1973年（昭和48年）、イタリア共和国功労勲章を受章する。1977年（昭和52年）、アントニオ・フェルトリネッリ賞を受賞する。
1980年（昭和55年）8月14日、エミリア＝ロマーニャ州リミニ県リッチョーネで死去した。満69歳没。

### 没後
2000年（平成12年）9月、出身地のエミリア＝ロマーニャ州フォルリ＝チェゼーナ県フォルリに、ファッブリの名を冠したフォルリ・ディエゴ・ファッブリ劇場が開場した。

## おもなフィルモグラフィ

### 1940年代
- 『天使的な牧者』 Pastor Angelicus : 監督ロモロ・マルチェッリーニ、1942年 - 脚本
- 『歌えども小声で…』 Canto, ma sottovoce... : 監督グイド・ブリニョーネ、1945年 - 脚本
- 『天国の門』 La porta del cielo : 監督ヴィットリオ・デ・シーカ、1945年 - 脚本
- 『十戒』 I dieci comandamenti : 監督ジョルジョ・ヴァルテル・キーリ、1945年 - 脚本
- 『モンテカッシノの太陽』 Il sole di Montecassino : 監督ジュゼッペ・マリア・スコテーゼ、1945年 - 原作・脚本
- 『証人』 Il testimone : 監督ピエトロ・ジェルミ、1946年 - 脚本
- 『人生の一日』 Un giorno nella vita : 監督アレッサンドロ・ブラゼッティ、1946年 - 脚本、第1回カンヌ国際映画祭出品作
- 『ダニエーレ・コルティス』 Daniele Cortis : 監督マリオ・ソルダーティ、1947年 - 台詞
- 『戦争に続く戦争』 Guerra alla guerra : 監督ロモロ・マルチェッリーニ / ジョルジョ・シモネッリ、1948年 - 原作・脚本
- 『ファビオラ』 Fabiola : 監督アレッサンドロ・ブラゼッティ、1949年 - 原作・脚本

### 1950年代
- 『ペッピーノとヴィオレッタ』 Peppino e Violetta : 監督モーリス・クロシュ、1950年 - 脚本
- 『ポンペイ最後の日』 Gli ultimi giorni di Pompei : 監督マルセル・レルビエ / パオロ・モッファ、1950年 - 脚本（ノンクレジット）
- 『天使がくれた12時間』 È più facile che un cammello... : 監督ルイジ・ザンパ、1950年 - 脚本
- 『トリエステの不法者』 Clandestino a Trieste : 監督グィド・サルヴィーニ、1951年 - 脚本
- 『純潔』 Verginità : 監督レオナルド・デ・ミトリ、1951年 - 脚本
- 『裁判に立つ都市』 Processo alla città : 監督ルイジ・ザンパ、1952年 - 脚本、第3回ベルリン国際映画祭出品作
- 『七つの大罪』 Les Sept Péchés capitaux : 監督エドゥアルド・デ・フィリッポ / ジャン・ドレヴィル / イヴ・アレグレ / カルロ・リム / ロベルト・ロッセリーニ / クロード・オータン＝ララ / ジョルジュ・ラコンブ、1952年 - 脚本（Avarice and Anger 篇, Envy 篇）
- 『ヨーロッパ一九五一年』 Europa '51 : 監督ロベルト・ロッセリーニ、1952年 - 脚本（ノンクレジット）
- 『そぞろ歩き』 La passeggiata : 監督レナート・ラシェル、1953年 - 脚本
- 『わたしの罪ではない』 Il mondo le condanna : 監督ジャンニ・フランチョリーニ、1953年 - 原作・脚本
- 『敗者たち』 I vinti : 監督ミケランジェロ・アントニオーニ、1953年 - 脚本
- 『誘惑者』 Il seduttore : 監督フランチェスコ・ロージ、1954年 - 原作戯曲・脚本
- 『カナリヤ諸島の王女』 La principessa delle Canarie : 監督パオロ・モッファ、1954年 - 脚本
- 『わが息子暴君ネロ』 Mio figlio Nerone : 監督ステーノ、1956年 - 脚本
- 『家族の裁判』 Procès de famille : 監督マルセル・クラヴェンヌ、テレビ映画、1957年 - 原作戯曲
- 『海の壁』 This Angry Age : 監督ルネ・クレマン、1958年 - 脚本
- 『トトとマルチェッリーノ』 Totò e Marcellino : 監督アントニオ・ムーズ、1958年 - 台詞
- 『掟』 La legge : 監督ジュールス・ダッシン、1959年 - 脚本（ノンクレジット）
- 『家族の裁判』 Processo di famiglia : 監督ヴィットリオ・コッタファーヴィ、テレビ映画、1959年 - 原作戯曲・脚色
- 『イエスの審判』 Proces tegen Jezus : 監督アスト・フォンテーヌ、テレビ映画、1959年 - 脚本
- 『ロベレ将軍』 Il generale della Rovere : 監督ロベルト・ロッセリーニ、1959年 - 脚本
- 『アルセーヌ・ルパンの署名』 Signé Arsène Lupin : 監督イヴ・ロベール、1959年 - 脚本

### 1960年代
- 『ローマで夜だった』 Era notte a Roma : 監督ロベルト・ロッセリーニ、1960年 - 脚本
- Processo Karamazov : テレビ映画、1961年 - 脚本
- 『イタリア万歳』 Viva l'Italia! : 監督ロベルト・ロッセリーニ、1961年 - 脚本
- 『ヴァニナ・ヴァニニ』 Vanina Vanini : 監督ロベルト・ロッセリーニ、1961年 - 脚本
- 『イタリアの盗賊たち』 I briganti italiani : 監督マリオ・カメリーニ、1961年 - 台詞
- 『コルシカの兄弟』 I fratelli Corsi : 監督アントン・ジュリオ・マヤーノ、1961年 - 脚本
- 『バラバ』 Barabbas : 監督リチャード・フライシャー、1961年 - 脚本（ノンクレジット）
- 『君の影は私のもの』 Ton ombre est la mienne : 監督アンドレ・ミシェル、1962年 - 脚本
- 『恨み』 Rancore : 監督クラウディオ・フィーノ、テレビ映画、1962年 - 脚本
- 『コンスタンチン大帝』 Costantino il grande : 監督リオネッロ・デ・フェリーチェ、1961年 - 脚本
- 『パルーディ』 Paludi : 監督ジルベール・ピノー、テレビ映画、1962年 - 原作戯曲
- 『パリの秘密』 Les mystères de Paris : 監督アンドレ・ユヌベル、1962年 - 脚本
- 『アッシュールの七つの雷光』 Le sette folgori di Assur : 監督シルヴィオ・アマディオ、1962年 - 脚本
- 『イエスの審判』 Processo a Gesù : 監督サンドロ・ボルキ、テレビ映画、1963年 - 原案
- 『ローマの時代』 Tempo di Roma : 監督ドニス・ド・ラ・パトリエール、1963年 - 脚本
- 『女王蜂』 L'ape regina : 監督マルコ・フェレーリ、1963年 - 脚本協力
- 『コンチーリオ・エクメニコ・ヴァティカーノ二世』 Concilio Ecumenico Vaticano II : 監督アントニオ・ペトルッチ、1963年 - 脚本
- Någon av er : 監督スタファン・アスペリン、テレビ映画、1963年 - 脚本
- Iemand voor U : テレビ映画、1963年 - 原作戯曲 Qualcune tra voi）
- Joku teistä : 監督ユハニ・クンプライネン、テレビ映画、1963年 - 原作戯曲 Qualcune tra voi）
- El señor de La Salle : 監督ルイス・セサル・アマドリ、1964年 - 原作・脚本
- 『気ままな情事』 Il magnifico cornuto : 監督アントニオ・ピエトランジェリ、1964年 - 脚本
- 『ミケランジェロの生涯』 Vita di Michelangelo : 監督シルヴェリオ・ブラージ、テレビ映画、1964年 - 脚本
- Le inchieste del commissario Maigret: Un'ombra su Maigret : テレビ映画シリーズの一話、1964年 - 脚本
- Questa sera parla Mark Twain : テレビ映画、1965年 - 脚本
- 『歓びのテクニック』 Marcia nuziale : 監督マルコ・フェレーリ、1965年 - 脚本
- Le inchieste del commissario Maigret: L'affare Picpus : テレビ映画シリーズの一話、1965年 - 脚本
- Le inchieste del commissario Maigret: Un Natale di Maigret : テレビ映画シリーズの一話、1965年 - 脚本
- Le inchieste del commissario Maigret: Una vita in gioco : テレビ映画シリーズの一話、1965年 - 脚本
- 『嘘つき女』 La bugiarda : 監督ルイジ・コメンチーニ、1965年 - 原作戯曲 La Bugiarda
- Want niets blijft verborgen : テレビ映画、1965年 - 脚本
- Le inchieste del commissario Maigret: Non si uccidono i poveri diavoli : テレビ映画シリーズの一話、1966年 - 脚本
- Le inchieste del commissario Maigret: L'ombra cinese : テレビ映画シリーズの一話、1966年 - 脚本
- Le inchieste del commissario Maigret: La vecchia signora di Bayeux : テレビ映画シリーズの一話、1966年 - 脚本
- Le inchieste del commissario Maigret: L'innamorato della signora Maigret : テレビ映画シリーズの一話、1966年 - 脚本
- 『このわれらが子らよ』 Questi nostri figli : 監督マリオ・ランディ、テレビ映画、1967年 - 脚本
- 『家族の裁判』 Processo di famiglia : 監督ホセ・カジリオ、テレビ映画、1968年 - 脚本
- 『イエスの審判』 Processo a Gesù : 監督ジャンフランコ・ベッテティーニ、テレビ映画、1968年 - 原案
- Le inchieste del commissario Maigret: Maigret sotto inchiesta : テレビ映画シリーズの一話、1968年 - 脚本
- Theatre 625: The Lady Is a Liar : テレビ映画シリーズの一話、1968年 - 原案
- Estudio 1: La librería del sol : テレビ映画シリーズの一話、1968年 - 原作戯曲
- Le inchieste del commissario Maigret: Maigret e i diamanti : テレビ映画シリーズの一話、1968年 - 脚本
- Le inchieste del commissario Maigret: Il cadavere scomparso : テレビ映画シリーズの一話、1968年 - 脚本
- Le inchieste del commissario Maigret: Maigret e l'ispettore sfortunato : テレビ映画シリーズの一話、1968年 - 脚本
- Le inchieste del commissario Maigret: La chiusa : テレビ映画シリーズの一話、1968年 - 脚本
- La fine dell'avventura : テレビ映画、1969年 - 脚本
- 『ルカの秘密』 Il segreto di Luca : 監督オッタヴィオ・スパダーロ、テレビ映画、1969年 - 翻案
- I fratelli Karamazov : テレビ映画、1969年 - 脚本

### 1970年代
- Re Cervo : テレビ映画、1970年 - 脚本
- La modification : 監督ミシェル・ヴォルムス、1970年 - 台詞
- 『価値の尺度についての裁判』 Processo ad un atto di valore : 監督マルチェッロ・バルディ、テレビ映画、1972年 - 脚本
- I demoni : テレビ映画、1972年 - 脚本
- Il sospetto : テレビ映画、1972年 - 脚本
- Le inchieste del commissario Maigret: Il pazzo di Bergerac : テレビ映画シリーズの一話、1972年 - 脚本
- Le inchieste del commissario Maigret: Il ladro solitario : テレビ映画シリーズの一話、1972年 - 脚本
- 『二度目はずっと少なく』 Un attimo, meno ancora : 監督ディーノ・B・パルテザーノ、テレビ映画、1973年 - 脚本
- 『旅路』 Il viaggio : 監督ヴィットリオ・デ・シーカ、1974年 - 脚本
- Malombra : テレビ映画、1974年 - 脚本
- 『イエスの審判』 Proceso a Jesús : 監督ホセ・ルイス・サエンス・デ・エレディア、1974年 - 原案
- 『トーマス・アキナス』 Tommaso d'Aquino : 監督レアンドロ・カステッラーニ、テレビ映画、1975年 - 原作脚本
- 『不条理な悪徳』 Il vizio assurdo : 監督ジャンカルロ・スブラージア、テレビ映画、1976年 - 原案
- Rosso veneziano : テレビ映画、1976年 - 脚本
- 『知られざる女の肖像』 Ritratto d'ignota : 監督マリオ・フェッレーロ、テレビ映画、1977年 - 脚本
- Supermarina: Commissione d'inchiesta speciale SMG 507 : 監督マルチェッロ・バルディ、テレビ映画、1977年 - 脚本
- A fondo: Episode dated 1 July 1979 : テレビ映画シリーズの一話、1979年 - 出演

### 没後
- 『故郷から遠く離れて』 From a Far Country : 監督クシシュトフ・ザヌーシ、1981年 - 原案
- Estudio 1: Inquisición : テレビ映画シリーズの一話、1982年 - 原作戯曲
- 『嘘つき女』 La bugiarda : 監督フランコ・ジラルディ、テレビ映画、1989年 - 原作戯曲 La bugiarda
- Isabella la ladra : テレビ映画、1989年 - 原作小説
- 『家族の裁判』 Processo di famiglia : 監督ジョヴァンニ・ファッブリ、テレビ映画、1992年 - 原案

## 関連事項
- ネオレアリズモ
- イタリア式コメディ
- アントニオ・フェルトリネッリ賞 （en:Antonio Feltrinelli Prize）
- フォルリ・ディエゴ・ファッブリ劇場 （en:Teatro Diego Fabbri in Forlì）
- エドゥアルド・デ・フィリッポ （en:Eduardo De Filippo）
- ジャン・ドレヴィル（fr:Jean Dréville）
- カルロ・リム（fr:Carlo Rim）
- ジョルジュ・ラコンブ （en:Georges Lacombe (film director)）

## 註
1. 1 2 3 4 5 6 7  Diego Fabbri, インターネット・ムービー・データベース （英語）, 2011年1月28日閲覧。
2. ↑  Diego Fabbri, allmovie （英語）, 2011年1月28日閲覧。